# 25276 Дімай
25276 Дімай (25276 Dimai) — астероїд головного поясу, відкритий 15 листопада 1998 року.
Тіссеранів параметр щодо Юпітера — 3,244.